# Dardenac
Dardenac is een gemeente in het Franse departement Gironde (regio Nouvelle-Aquitaine) en telt 92 inwoners (2009). De plaats maakt deel uit van het arrondissement Libourne.

## Geografie
De oppervlakte van Dardenac bedraagt 1,5 km², de bevolkingsdichtheid is dus 61,3 inwoners per km².
De onderstaande kaart toont de ligging van Dardenac met de belangrijkste infrastructuur en aangrenzende gemeenten.

## Demografie
Onderstaande figuur toont het verloop van het inwonertal (bron: INSEE-tellingen).